# 格拉博瓦
50°3′32″N 24°36′0″E / 50.05889°N 24.60000°E
格拉博瓦（烏克蘭語：Грабова），是烏克蘭西部的村莊，隸屬利維夫州的佐洛奇夫區。該村面積1.44平方公里，海拔高度231米，2025年人口385，人口密度每平方公里279.75人。